# Hrastje ob Bistrici
Hrastje ob Bistrici – wieś w Słowenii, w gminie Bistrica ob Sotli. W 2018 roku liczyła 138 mieszkańców.